# Siphona seyrigi
Siphona seyrigi là một loài ruồi trong họ Tachinidae.